# Sân bay quốc tế Ostend-Bruges
Sân bay quốc tế Ostend-Bruges (tên thông dụng: Sân bay Ostend) là một sân bay ở Ostend, Bỉ, gần bờ biển và cách thành phố Bruges 30 km. Dù hoạt động vận tải là trọng tâm của sân bay này, lượng khách sử dụng sân bay Ostend cũng gia tăng nhanh chóng, chủ yếu và bay thuê bao và máy bay tư nhân. Hãng hãng không vận tải hàng hóa MK Airlines đã chọn sân bay Ostend-Bruges làm cơ sở châu Âuc của mình.
Trong đệ nhị thế chiến, quân Đức đã dời sân bay Ostend-Stene đến lãnh thổ của đô thị Middelkerke, 5 km về phía tây nam Ostend. Sân bay này đóng vai trò lớn trong không chiến với Anh. Sau đệ nhị thế chiến, sân bay Raversijde-Middelkerke được chuyển thành sân bay quốc tế. Năm 1992, sân bay khu vực Flanders được chuyển chocộng đồng Flanders.

## Các hãng hàng không và các tuyến bay
- African International Airways
- EgyptAir Cargo
- Gemini Air Cargo
- Jetairfly
- Saudi Arabian Airlines Cargo
- United International Airlines